# Gigaku
Il termine Gigaku (伎楽?), o kuregaku (呉楽?), indica un antico genere teatrale apparso in Giappone nei primi anni del VII secolo. Consisteva in una danza mascherata, preceduta e accompagnata da intermezzi musicali.

## Storia
Stando a quanto riportano gli annali del Nihongi (日本紀?) del 720, il gigaku fece il suo ingresso in Giappone durante il ventesimo anno di regno dell'Imperatrice Suiko (612), ad opera di un coreano di nome Mimashi (味摩之?), proveniente dall'antico dominio di Paekche. Egli avrebbe a sua volta appreso tale arte nel regno di Wu, nella Cina meridionale, e al nome di questa regione, chiamata “Kure” nel giapponese dell'epoca, si farebbero risalire i termini alternativi kuregaku e kure no utamai (伎楽儛? , "canti e danze di Kure").
Il Principe Reggente Shōtoku Taishi, promotore della diffusione del Buddismo nel Paese, rimase entusiasta di questa nuova pratica teatrale, e concesse a Mimashi di istituire una scuola per insegnarne i dettami. È in questo contesto che si sarebbero formati i due giovani danzatori Ma no Obito e Imakino Ayahito, che avrebbero consolidato le basi di quest'arte nei decenni successivi.
Entrato in Giappone in concomitanza con il Buddismo, il gigaku ad esso rimase legato, e ne condivise l'immediata popolarità. Divenne infatti la parte musicale ufficiale della liturgia buddista (法会?, hōe), al punto che gruppi di musicisti e danzatori esperti del gigaku entrarono a far parte dei più importanti complessi templari dell'epoca, come lo Hōryūji di Nara, lo Shitennōji di Osaka e il Kōryūji di Kyoto.
L'acme di popolarità venne raggiunto nell'anno 752 quando, per commemorare l'apertura degli occhi dell'imponente Budda situato nel Todaiji di Nara, venne organizzata una maestosa danza in stile gigaku, che richiamò un'enorme folla. In seguito il gigaku continuò a venir rappresentato anche durante il periodo Heian, ma lentamente venne relegato alle sole manifestazioni buddiste, le quali a loro volta attraversarono un temporaneo calo d'interesse, sia da parte della gente comune che dei funzionari di corte, impauriti questi ultimi dal potere che alcuni monaci stavano ottenendo (vedi il caso del monaco Dōkyō).
Il gigaku scomparve intorno al XIV secolo, lasciando in eredità al Giappone, oltre che le sue preziose maschere, anche la prassi di usarle: solo il Nō giapponese è infatti l'unica forma teatrale, giunta fino ai giorni nostri, ad utilizzare maschere.

## Rappresentazione
Il documento Kyōkunshō (教訓消?), “Selezione di precetti ed ammonimenti”, scritto nel 1233 dal nobile di corte Koma Chikazane, contiene l'unica testimonianza giuntaci di una rappresentazione di gigaku, il quale ci viene presentato come intriso di numerosi riferimenti al limite dell'oscenità.
Dopo il preludio, nel quale veniva eseguito l'accordamento degli strumenti, pratica chiamata netori (音取?), lo spettacolo iniziava con una processione di maschere, lo gyōdō (行同? , "sfilata"), introdotta da Chidō (治道?), riconoscibile per il suo naso assai lungo.
Durante la processione venivano recitati i sutra buddisti, accompagnati dal suono di tre strumenti: il flauto, un piccolo tamburo da portare al fianco detto yoko (腰鼓?) e lo shōban (鉦盤?), una sorta di gong. Quando tutti i personaggi raggiungevano la scena, iniziava la danza dello Shishi (師子?), la maschera del leone, che iniziava a danzare battendo con vigore i piedi per terra. A tale danza veniva attribuito il potere di purificare la scena, scacciare gli spiriti maligni e produrre le energie positive nel luogo dello spettacolo.
Poi arrivava il turno di tutti i vari personaggi: dalla maschera Karura (迦楼羅?) che caccia i serpenti, riprendendo la divinità del pantheon buddista Garuḍa, alla maschera del lussurioso Kuron (崑崙?) che cerca di possedere una donna, interrotto per sua fortuna dalla maschera Rikishi (力士?), fino al Baramon (波羅門?) costretto a lavare il proprio fundoshi; tutte interagiscono in una pantomima totalmente priva di dialoghi, accompagnata dalle solite percussioni.
Alcune scenette, dietro le oscenità e le risate che esse suscitavano, nascondevano chiare intenzioni didascaliche: efficace a questo proposito la scena nella quale la maschera Kuron tenta di sedurre la donna accarezzandosi con un ventaglio il proprio fallo, esageratamente grande, che viene però agganciato con una fune dalla maschera Rikishi e successivamente colpito, mettendo fine alla seduzione e condannando agli occhi degli spettatori la violenta sessualità, espressione di un modo d'amare non collimante con la visione buddista. Allo stesso modo, la scena in cui la maschera del Bramino si umilia a lavare il proprio fundoshi dopo essersene spogliato, suggeriva l'espiazione necessaria per costui dopo aver compiuto atto contrario ai precetti buddisti, inducendo gli astanti alla rettitudine morale.

## Maschere
- Chidō (治道?), "capo processione"
- Shishi (師子?), "leone", usata nella Shishi-mai (師子舞?)
- Gokō (呉公?), "signore di Wu"

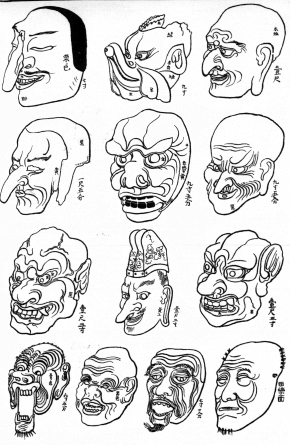
Maschere Gigaku provenienti dal tempio Horyu-ji

- Kongō (金剛?), "guerriero protettore del Buddismo"
- Karura (迦楼羅?), "uccello magico"
- Kuron (崑崙?), "il lussurioso"
- Gojo (呉女?), "signora di Wu"
- Rikishi (力士?), "guerriro buddista" caratterizzato dal codino.
- Baramon (波羅門?), "bramino"
- Taikofu (太弧父?), "vecchio persiano"
- Taikoji (太弧児?), "figlio del vecchio persiano"
- Suiko-ō (酔胡王?), "re persiano ubriaco"
- Suiko-jū (酔胡従?), "servitore del re persiano"[7]